# 塔干遗址
塔干遗址，位于中国青海省湟中县拦隆口乡铁家营村，为第四批青海省文物保护单位，公布日期为1986年5月27日，类型为古遗址。
塔干遗址的历史年代为卡约文化。